# دوري كرة القدم الإنجليزي 1914–15
دوري كرة القدم الإنجليزي 1914–15 هو موسم من دوري كرة القدم الإنجليزي. أقيم خلال الفترة 1 سبتمبر 1914 وحتى 28 أبريل 1915، وفاز فيه نادي إيفرتون.